# 洪騰雲
洪騰雲（1819年—1899年），字合樂，一字会乐，號忠慎、合益，譜名球唱。臺灣臺北艋舺人，清朝貢生，知名商人，賞四品同知銜。1880年，他捐銀建造考棚，獲得清廷建造急公好義坊予以表揚。急公好義坊現存於臺北市二二八公園。

## 生平
洪騰雲原籍泉州府晉江縣，六歲隨父定居臺北艋舺。成年後，洪騰雲，並從事泉州與艋舺間米、食鹽生意，因而致富。不僅是富商，洪騰雲也以好善樂施著名。其中最重大的捐獻，就是位於臺北城東北角的考棚行署。
考棚行署，俗稱考棚。就是舉行科舉考試的場所，在此考棚建好之前，全台灣只有台南府城有此場地。台灣清治時期之後，會定期於台南府考棚舉行科舉考試。不過，位於臺北一帶兩千名以上的考生，卻都要遠赴約三百公里遠的台南赴考，實在相當不方便。於是洪騰雲特於1880年捐地以及銀元來興建考試用的考棚。如此一來，北台灣的考生就不用至路途遙遠的南台灣考試。
1887年臺灣巡撫劉銘傳上稟朝廷此一義舉，並請聖旨建立旌表類牌坊來表揚洪騰雲，獲得了當時光緒帝敕令批准。於是特別在石坊街，即現在的台北市衡陽路，蓋牌坊來褒揚洪之義舉，是為急公好義坊。
1899年，洪騰雲病逝。

## 後人
- 孫：洪以南，擔任瀛社首任社長，為知名詩人，書畫家。

- 曾孫：洪長庚，則為臺灣第一位眼科醫學博士，洪以南之子。
- 洪致文，台灣鐵道文化研究者與氣象學家，洪長庚之孫。